# Bavia hians
Bavia hians är en spindelart som först beskrevs av Tord Tamerlan Teodor Thorell 1890.  Bavia hians ingår i släktet Bavia och familjen hoppspindlar. Inga underarter finns listade.